# Eva Illouz

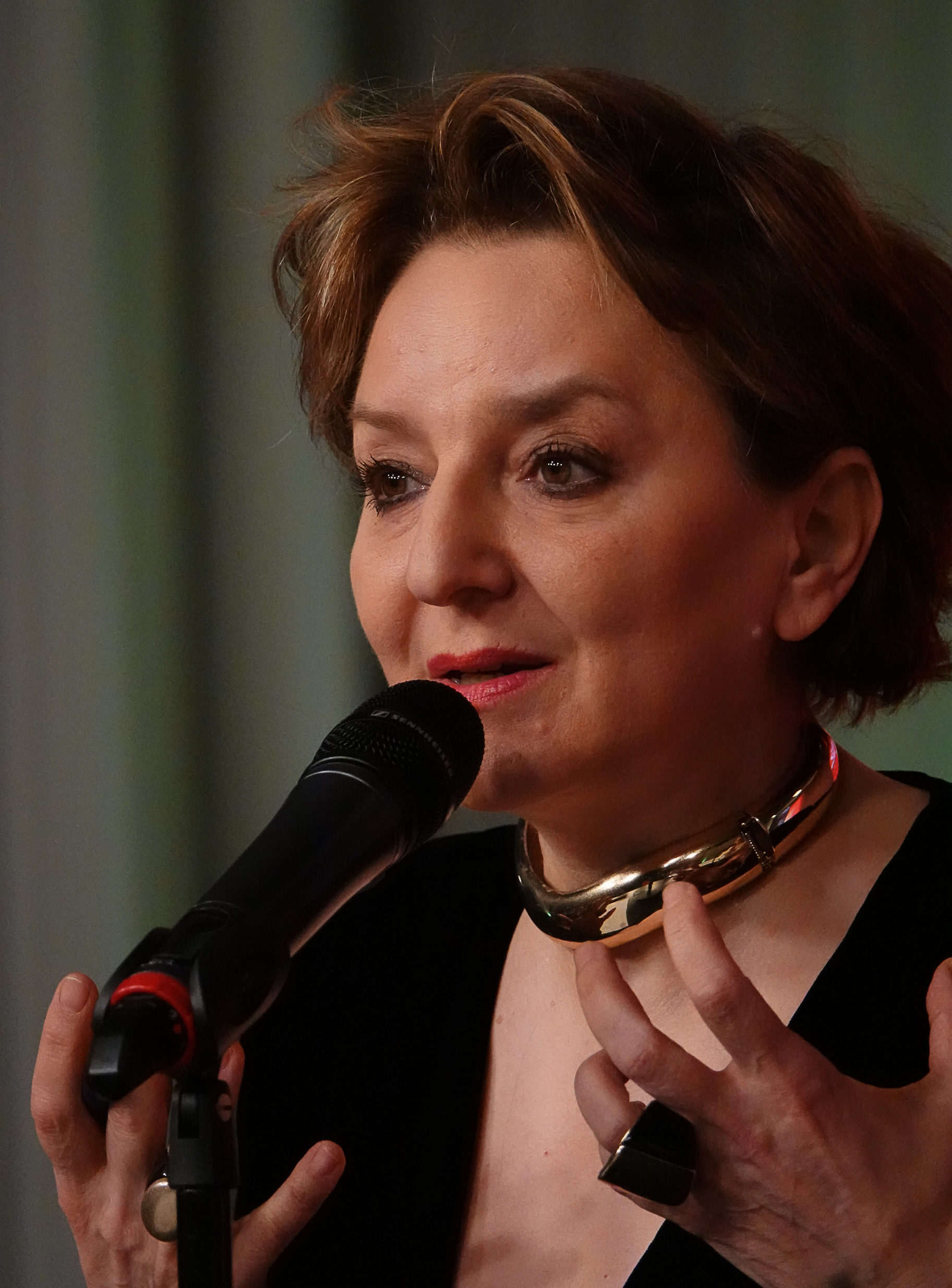
Eva Illouz (2025)

Eva Illouz (hebräisch: אווה אילוז) (* 30. April 1961 in Fès, Marokko) ist eine französisch-israelische Soziologin.
Illouz ist Professorin für Soziologie an der Hebräischen Universität Jerusalem sowie an der École des hautes études en sciences sociales (EHESS) in Paris und außerdem an der Zeppelin Universität in Friedrichshafen. Sie hat umfangreiche Beiträge zur Soziologie der Emotionen, zur Kultur und zum Kapitalismus geleistet. Sie war die erste Frau, die als Präsidentin der Bezalel Academy of Arts and Design diente. Ihre Werke, darunter das Buch Der Konsum der Romantik, haben bedeutenden Einfluss in der soziologischen Forschung und sind in viele Sprachen übersetzt worden. Sie hat zahlreiche Auszeichnungen für ihre Forschung erhalten.

## Leben und Wirken
Illouz wuchs als Tochter eines Juweliers in einer strenggläubigen sephardischen Familie auf. 1971, als sie zehn war, zog die Familie aus Marokko nach Frankreich. Sie ging in Sarcelles zur Schule und studierte später in Paris sowie an der University of Pennsylvania in den USA.
Sie erforscht gesellschaftliche Einflüsse auf die Bildung von Emotionen und somit den Zusammenhang von Kapitalismus der Konsumgesellschaft sowie Medienkultur im Hinblick auf die Produktion/Transformation emotionaler Muster. Seit 2006 lehrt sie als ordentliche Professorin für Soziologie und Anthropologie an der Hebräischen Universität Jerusalem. Im Jahr 2008 war sie Mitglied des Wissenschaftskollegs in Berlin. Im Jahr 2012 wurde sie die erste Präsidentin der Bezalel Kunsthochschule. Seit dem Jahr 2015 ist sie zudem Professorin an der École des hautes études en sciences sociales (EHESS) in Paris.
2004 war sie Gastprofessorin an der Universität Princeton. Im Jahr 2019 lehrte sie im Rahmen der Niklas-Luhmann-Gastprofessur in Bielefeld. Seit September 2022 ist Eva Illouz Seniorprofessorin für Theory of Emotions & Modernity an der Zeppelin Universität in Friedrichshafen am Bodensee.
Eva Illouz ist Autorin von zwölf Büchern, die in 18 Sprachen übersetzt wurden, und schreibt regelmäßig für Zeitungen wie Die Zeit, Le Monde, Ha'aretz und der Freitag. 2024 wurde ihr wegen ihrer herausragenden Forschung zu den Wechselwirkungen zwischen individuellem Erleben und gesellschaftlichen Strukturen sowie ihrer Fähigkeit, soziologische Erkenntnisse einem breiteren Publikum zugänglich zu machen und weil Illouz ohne Rücksicht auf bestehende Denkverbote und mit intellektueller Schärfe seit geraumer Zeit die entscheidenden Fragen zu den Grundlagen des Zusammenlebens von laizistischen und religiösen Bevölkerungen stelle, der Frank-Schirrmacher-Preis verliehen. Im selben Jahr erhielt sie auch den Aby-Warburg-Preis der Stadt Hamburg zugesprochen.
Im Jahr 2021 unterzeichnete Illouz eine Petition, die den Internationalen Strafgerichtshof aufforderte, israelische Kriegsverbrechen im besetzten Westjordanland zu untersuchen; daraufhin warf Bildungsminister Yoav Kisch ihr die Verbreitung »anti-israelischer Ideologie« vor und schloss sie im Jahr 2025 von der Verleihung des Israel-Preises aus.
Im Dezember 2024 verteidigte Illouz in einem Gastbeitrag in der Süddeutschen Zeitung Israel gegen den Vorwurf, in Gaza einen Völkermord zu begehen. Dieser Vorwurf sei letztlich antisemitisch motiviert.

## Arbeitsfelder
Ihre Forschungen versuchen kulturelle Aspekte der Schnittpunkte zwischen Emotion und Kommunikation zu verstehen:
- Die Rolle der Massenmedien (Filme, Bücher, Zeitschriften, Werbung, Fernsehen und auch Selbsthilfegruppen) bei der Gestaltung von Wortschatz, Metaphern und kausalen Modellen, durch die wir uns wahrnehmen, denken und unser emotionales Leben gestalten.
- Indem sich die Massenmedien im 20. Jahrhundert ständig mit Gefühlen und ihrer Präsentation beschäftigen, um ein Publikum/eine Zielgruppe an sich zu binden, haben sich beim Publikum die Mechanismen, mittels derer es sich mit komplexen Emotionen auseinandersetzt, verändert. Haben somit die Massenmedien zu einem Unterschied in unserem emotionalen Leben beigetragen und wenn ja, was ist die Natur dieses Unterschiedes?
- Wie verändert sich die private Kultur der romantischen Beziehungen (Rendezvous, Partnerwahl) durch den Kapitalismus, den Einfluss von Massenmedien?

Da diese Forschungsfragen einen breiten Rahmen abstecken, wendet Illouz Methoden aus verschiedenen Wissenschaften an: historische Soziologie, Anthropologie, Analyse und Semiotik von Texten sowie qualitative Interviews, um die Überschneidungsbereiche von kulturellen Techniken, Emotionen und wirtschaftlichen Organisationen zu untersuchen.
Durch die Arbeit an der Grenze zwischen Medienwissenschaft, Soziologie und Anthropologie der Emotionen, Soziologie des Kapitalismus und Soziologie der Kultur analysiert sie die Art und Weise, wie die populären Medien, Informationssysteme, Wirtschaft und Emotionen sich gegenseitig beeinflussen.

### Wie der Kapitalismus unser Gefühlsleben verändert

#### Konsum der Romantik
In ihrem ersten Buch Konsum der Romantik stellt Illouz einen zweifachen Prozess dar: Romantik wird an Waren gebunden und damit konsumierbar und die Waren selbst werden „romantischer“. Nach der Untersuchung einer Reihe von Werbeanzeigen in Frauenmagazinen und Werbefilmen aus der Zeit um 1930 stellten Werbung und Filmkultur Waren als Übertragungsmedium für emotionalen Ausdruck und besonders für romantische Erfahrungen dar.
Waren aller Art, wie Seifen, Kühlschränke, Jausensackerl, Uhren, Diamanten, Zerealien, Kosmetik und viele andere werden als emotional erfahrbar präsentiert. Der zweite Prozess war die Kommodifizierung der Romantik seit dem 19. Jahrhundert: Aufkommen von Rendezvous, Dating und das gemeinsame Konsumieren von Produkten der Freizeitindustrie. Romantische Begegnungen bewegten sich vom heimeligen Haus (Privatheit) in den Bereich des (kapitalistischen) Konsums, mit dem Ergebnis, dass die Suche nach romantischer Liebe als Motor zum Verkauf von Gütern einer expandierenden Industrie avancierte, die ebendiese Güter herstellte.
Nachdem sich Illouz in dieser besonders gewürdigten Studie Der Konsum der Romantik im Jahr 2000 mit dem sozialen Wandel von „Liebe“ und „Romantik“ befasst hatte, wurde sie an die Universität Frankfurt am Main zu drei Adorno-Vorlesungen über „Emotionen und Kapitalismus“ eingeladen. Ein Band fasst ihre Texte über eine zunehmende Verbindung der Konsumkultur mit therapeutischen und feministischen Diskursen zusammen. Sie spricht von einem „emotionalen Kapitalismus“, in dem die Subjekte in ihren Gefühlen und Wünschen weit mehr, als sie denken, standardisiert sind: „Ein Champagnerfrühstück ist romantischer als eine Currywurst zu zweit.“
Illouz wendet sich gegen eine antimaterialistische Haltung, die zwischen „Freiheit“ und „Konsumobjekten“ unterscheidet und die diese Objekte als bedrohlich, die Freiheit aber als Feld sieht, seine ureigenen Wünsche zu formulieren. Einerseits sind wir in unseren Wünschen zwar standardisiert, andererseits ist der Konsum auch sinnstiftend: Restaurants wurden als Möglichkeit für romantische Rendezvous erfunden, um der Enge der Privatheit zu entfliehen. So sieht Illouz in unserer Kultur das Romantische als sehr bedeutend an und versucht die soziale Genese der Kategorie des Romantischen – die romantischen Gefühle und die romantischen Momente – zu verstehen, so wie die Akteure ihrer Beziehung Sinn zuschreiben. In den Interviews nimmt Illouz ihre Interviewpartner ernst, gleichzeitig versucht sie eine distanzierte Haltung einzunehmen, ähnlich der eines Psychoanalytikers, um die institutionelle Basis unserer privaten Gefühle aufzuzeigen.
Damit stellt sie sich gegen die Kritik einer Entfremdung, nach der der Kapitalismus mit seinen Widersprüchen ein kalter gesellschaftlicher Ort ist, von wo aus das Individuum in einer wärmenden Liebe Zuflucht finden kann: „[D]ie Emotionen werden instrumenteller'“; wo etwa „Kommunikation“ dazu dient, den anderen (strategisch) anzuerkennen, wo aber eben auch „das Ökonomische selbst emotionaler“ wird, etwa bei der „Teamarbeit aus Leidenschaft“. Ihre Hauptthese ist: „Der homo oeconomicus hat emotional aufgerüstet, während das emotionale Subjekt ökonomisch verfährt.“
Die besondere Qualität von Emotionen werde verkannt und scheinbar rationalen Beurteilungen unterworfen. Die Gewinner sind demzufolge die klinischen Psychologen, die die Wirtschaftstauglichkeit von Personen mit „emotionaler Intelligenz“ und „emotionaler Kompetenz“ bewerten: Personen mit diesen Zuschreibungen verkauften tatsächlich mehr, für Führungskräfte sei Selbstkontrolle und Reflexivität besonders wichtig.
Laut Illouz haben wir die Trennung einer emotionsfreien Öffentlichkeit von einem emotionalen Privatleben verinnerlicht: Affekte werden zu einem Tauschmittel in der Ökonomie („Erlebnis Einkauf“, „Inszenierung von Dienstleistungen“), und – vor allem in der Mittelschicht – wird das emotionale Leben einer ökonomischen Logik unterworfen. Die Liebe ist nicht mehr „der“ Rückzugsort aus der kalten Öffentlichkeit – tatsächlich stehen wir, führt Illouz aus, dauernd unter Beobachtung, und Liebesgeschichten haben damit zu tun, wie wir Inseln der Privatheit in einem öffentlichen Bereich aufbauen.
Illouz sieht einen Trend von der „Performativität der Gefühle“ hin zu „emotionaler Authentizität“. Liebende im 19. Jahrhundert durften sich Gefühle erst nach bestimmten Ritualen erlauben, so waren Liebesbriefe bestimmten Codes unterworfen. Eine Frau durfte sich erst hingeben, nachdem die ernsten Absichten des werbenden Mannes festgestellt worden waren. Der moderne Mensch ist ständig dazu angehalten, sein Seelenleben zu bespiegeln, die Beziehungsentscheidung erfolge nach der Klärung der eigenen Gefühle zueinander.

#### Kalte Intimität
Illouz argumentiert, dass die Psychologie einen zentralen Punkt der modernen Identität und des Gefühlslebens darstellt: Seit den 1920er Jahren bis in die 1960er Jahre hinein sind die klinischen Psychologen zur dominanten Gruppe geworden. Sie beraten die Armee, die Unternehmen, die Schule, den Staat, das Sozialwesen, die Medien und haben Einfluss auf Kindererziehung, Sexualität, Heirat und Seelsorge. In all diesen Fachgebieten hat sich die Psychologie selbst als ultimative Instanz in den Angelegenheiten menschlicher Nöte etabliert, indem sie Techniken anbot, das Selbst zu verändern und die Belastungen zu meistern.
Psychologen aus allen Schulen haben das geltende Narrativ einer Selbstverbesserung des Subjekts des 20. Jahrhunderts geschaffen. Diese Deutungsangebote haben das, was früher ein moralisches Problem war, in ein innerpersonales Problem verwandelt und können so als ein breiteres Phänomen einer Medikalisierung des sozialen Lebens begriffen werden.
Beide Themen, Liebe und Gesundheit, zeichnen eine Utopie des Glücks des modernen Lebens, beide funktionieren über Konsum und beide werden durch das moderne Subjekt angestrebt.

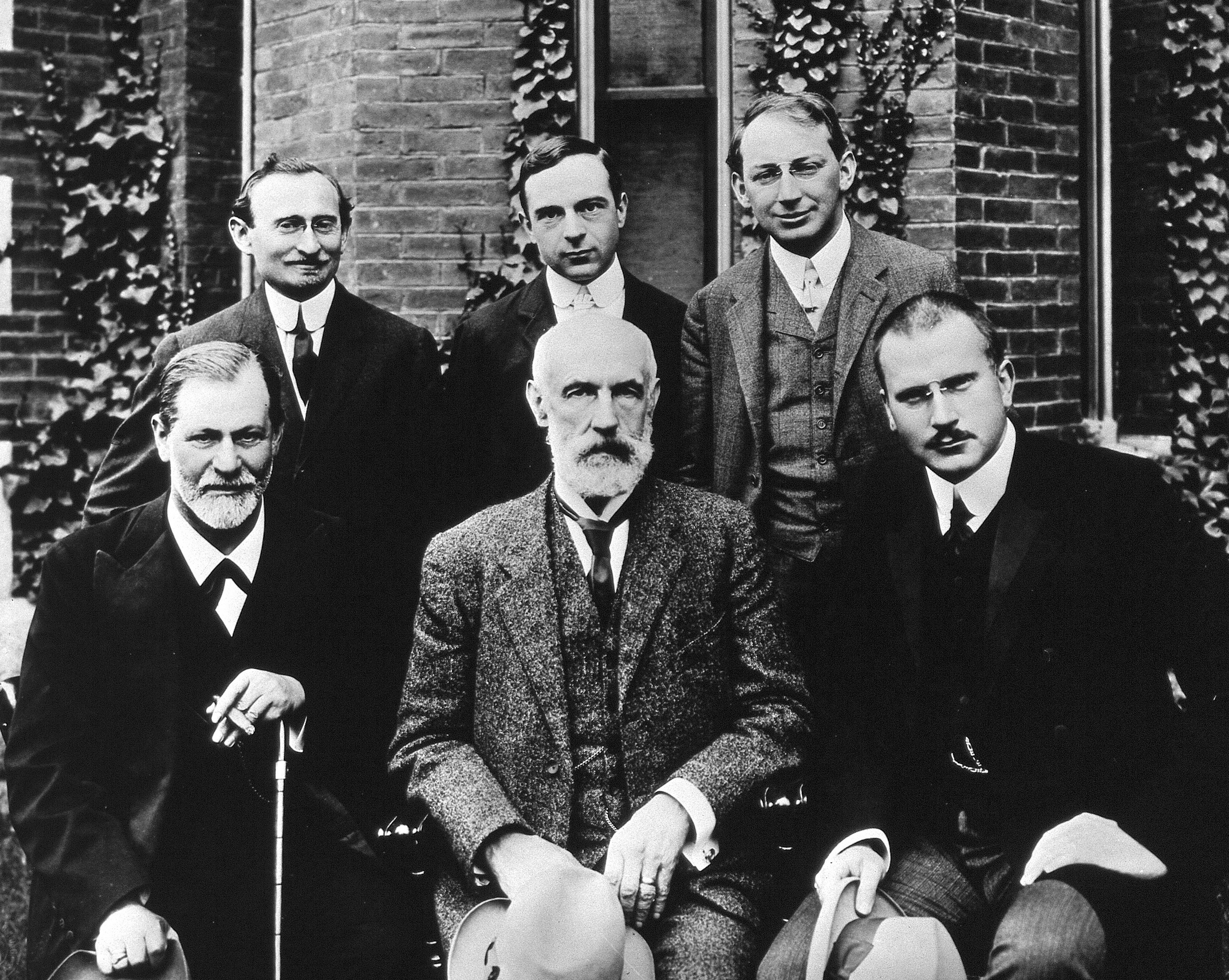
Gruppenfoto 1909 vor der Clark University mit Sigmund Freud.

Illouz sieht die Anfänge des Erfolges des therapeutischen Diskurses in den Clark-Vorlesungen von Sigmund Freud in den USA. Die Verbreitung der Psychoanalyse war für den Einzelnen sinnstiftend; er konnte sich in Zeiten gesellschaftlicher Umbrüche als kohärent sehen und erzählen. Das Alltägliche, das vor Freud unbedeutend war, wurde „mit einer Sinnhaftigkeit aufgeladen, mittels derer sich das Selbst formieren konnte“. Erzählungen, in denen persönliches Leid(en) in den Mittelpunkt rückt, sind durchweg populär und allgemein anerkannt. Dies sind die Wurzeln einer modernen Berater- und Selbstverbesserungskultur.

### Professionalität
Gestützt auf Marshall Sahlins folgert sie, dass durch die beratende Tätigkeit von Psychologen im Wirtschaftsleben überraschenderweise eine Intensivierung der Gefühle erfolgt sei. Das emotionale Verhalten der Arbeiter und des unteren und mittleren Managements sei in der Arbeitswelt psychologisch festgelegt und ein „therapeutischer Diskurs“ in nichttherapeutischen Zusammenhängen etabliert worden, erstmals auch mit Begriffen wie Eigeninteresse, Effizienz und Zweckprinzip (mit interpretatorischen Rückbezügen auf Elton Mayo und Max Weber). Durch diese Begriffe seien neue Modelle sowohl des Sozialverhaltens als auch der Kommunikation kreiert worden: So sei durch Mayo eine Managementstrategie etabliert worden, wonach Wut am Arbeitsplatz zu vermeiden sei: Streiks und Unmutskundgebungen würden besänftigt, indem Ärger als Wiederholung von Kindheitskonflikten dargestellt werde. Allgemein würden Arbeitsverhältnisse, die auf Zwang und Autorität beruhten, verworfen, und ein „neuer emotionaler Stil“ (freundlich, aber unpersönlich) im Management schaffe eine scheinbare Harmonie zwischen der Organisation und dem Einzelnen. Im therapeutischen Ritus gibt es keinen Widerspruch noch irgendein seelisches Leid, welches nicht durch Kommunikation aufgehoben werden könne; schon das Wort „unprofessionell“ zeige den Erfolg der Psychologen, da damit Gefühlsausbrüche wie Weinen oder Wut bezeichnet würden und nicht fachliche Inkompetenz.

### Wahlfreiheit
Dieses Thema entwickelt Illouz, seit sie Mitglied des Center for the Study for Rationality at the Hebrew University im Jahre 2006 wurde. Sie argumentiert, dass Ökonomen, Psychologen und sogar Soziologen in ihren Paradigmen dahin tendieren anzunehmen, dass die freie Wahl ein unveränderliches Fixum im Denken sei, dass die Akteure wüssten, was ihre Vorlieben sind und sie sich anhand dieser entscheiden würden. Illouz meint hingegen, dass es in der Moderne eine ganze Architektur oder Ökologie der Wahl gibt und sich diese – zumindest in der Partnerwahl – grundlegend geändert hat.
Die Idee der Wahlfreiheit hat damit zu tun, wie die Menschen sich selber verstehen, was sie als ihre Vorlieben ansehen, mit der Verbindung zwischen Emotionen und Rationalität und ihren Fähigkeiten, zwischen sogenannten Gefühls- und Vernunftentscheidungen zu unterscheiden.

#### Dating über das Internet, Identität im Zeitalter der Neuen Medien
Je mehr Auswahl die Menschen haben, umso mehr sind sie von diesem Überangebot überfordert und ihre tatsächlichen Wünsche bleiben im Unklaren. Früher, also in Zeiten der Knappheit und des beschränkten Angebotes möglicher Partner, musste man rascher zugreifen. Inzwischen ist über das Internet das Knüpfen zahlloser Kontakte möglich geworden. Die Auswahl wird wichtiger als das, was man auswählt. Eine Entscheidung inmitten dieses Überangebotes wird nunmehr nach Regeln der Effizienz und nicht so sehr nach Regeln der Höflichkeit bzw. aufgrund von Intuition (Face-To-Face-Kommunikation) getroffen. Auch ein Trennungspathos wird unüblich. Wenn man mit einer entsprechenden Selbstbeschreibung an diesem Verfahren teilnimmt, unterwirft man sich einer radikalen Konsumhaltung und einer Objektivierung des Selbst. Es ist eine Ironie der Neuen Medien, dass wir für unsere vermeintliche(n) Einzigartigkeit(en) sensibilisiert werden (mittels der fortwährend und von allen Seiten an uns gerichteten Frage, wer wir eigentlich sind), die neue Technik es jedoch zugleich schwerer, wenn nicht sogar unmöglich werden lässt, uns unter unzähligen Namenlosen überhaupt noch selbst auszumachen.
Das Internet bringt uns dazu, den anderen als Wissen und Kognition und nicht mehr als Körper und Entität wahrzunehmen. In einer Face-to-Face-Kommunikation mussten wir bislang mit unserem Körper für unsere Einzigartigkeit einstehen. Durch das Internet werden körperliche Attraktion und Intuition hierbei negiert.
Gestützt auf den englischen Soziologen Anthony Giddens, sieht Illouz in der Moderne den Aufruf, sich ständig neu zu erfinden. Alte Rollenmuster betrachtet sie als aufgelöst und Identitäten als verhandelbar. Gerade dies verhindere jedoch den Flow, die Selbstaufgabe und das eigene Glück.

### Die ungleiche Verteilung von emotionaler Entwicklung und emotionalem Glück
Eine Dimension in Illouzs Arbeiten ist die Schnittmenge von sozialer Klasse und den Emotionen, und zwar in zweierlei Hinsicht: Wie formt die Klassenzugehörigkeit die Gefühle? Gibt es emotionale Ausdrücke, die man mit einer sozialen Herrschaft verbinden kann? Und zweitens: Wenn Gefühle eine strategische Antwort auf bestimmte Situationen sind, wenn sie uns also helfen können, mit Situationen fertigzuwerden und diese zu verändern, haben Mittel- und Oberklasse somit einen Vorteil gegenüber den unteren Schichten? Wenn ja, wie konnten sie sich diese Vorteile aneignen und welcher Art sind diese?

### Metatheorie: menschliche Entwicklung und soziale Kritik
Ein weiteres Anliegen sind die menschliche Entwicklung und die Kritik des Sozialen, also ein metatheoretisches Thema. Welcher Theorie man auch immer anhängen mag, Kulturkritik basiert auf zwei Angelpunkten: Kultur soll die Alltagspraxis transzendieren. Dies muss in der Art funktionieren, dass uns Gewohnheiten und Ansichten nahegebracht werden, die zu einer besseren Gesellschaft führen (sei sie durch Gleichheit und Freiheit definiert oder eher durch Tradition und Religion).
Illouz weist Ansätze zurück, die Herrschaft und Unterdrückung allgemein analysieren und Wege aufzeigen wollen, die zu einem Modell der menschlichen Entwicklung und zu einer guten Polis führen. Sie betont eine immanente Kritik, die vom Selbstverständnis der Akteure herrührt. Kulturelle Praxen sollen evaluiert und intern kritisiert werden – gemäß den Werten, die sie beinhalten.

## Preise und Auszeichnungen (Auswahl)
- 2009: Sie wurde von der Zeitung Die Zeit in eine Reihe von zwölf Intellektuellen gewählt, die wahrscheinlich das Denken der Zukunft verändern werden.[27]
- 2012: Anneliese-Maier-Forschungspreis der Alexander-von-Humboldt-Stiftung.[28]
- 2013: Das französische Magazin Le Point wählt Illouz unter die einflussreichsten französischen Intellektuellen.
- 2014: Auszeichnung mit dem Preis für besondere Leistungen der American Sociological Association.
- 2016: Inhaberin der Hedi Fritz-Niggli-Gastprofessur der Universität Zürich.
- 2018: EMET-Preis für Sozialwissenschaften.[29]
- 2019: Vergabe einer Niklas-Luhman-Gastprofessur an der Fakultät für Soziologie der Universität Bielefeld.
- 2020: Einladung zu Vorlesungen im Rahmen einer Albertus-Magnus-Professur.
- 2024: Frank-Schirrmacher-Preis.
- 2024: Aby-Warburg-Preis.
- 2025: Marbacher Schillerrede[30]

## Publikationen
- Consuming the Romantic Utopia: Love and the Cultural Contradictions of Capitalism. University of California Press, 1997, 2007, ISBN 0-520-20571-5 (Dissertation in Communications Graduate School of Arts and Sciences, University of Pennsylvania, Philadelphia, PA 1991, Mikrofilm, 473 Seiten, OCLC 82045319).
  - Der Konsum der Romantik. Liebe und die kulturellen Widersprüche des Kapitalismus. Campus, Frankfurt am Main / New York 2003, ISBN 3-593-37201-0.
- Oprah Winfrey and the glamour of misery. An essay on popular culture. Columbia University Press, New York 2003, ISBN 0-231-11813-9 (ausgezeichnet mit dem Best Book Award der American Sociological Association 2005).
- Cold Intimacies: The Making of Emotional Capitalism. Polity Press, Oxford/Malden (MA.) 2007, ISBN 978-0-7456-3904-8.
  - Gefühle in Zeiten des Kapitalismus. Adorno-Vorlesungen 2004. Suhrkamp, Frankfurt am Main 2006, ISBN 3-518-58459-6.
- Saving the Modern Soul: Therapy, Emotions, and the Culture of Self-Help. California University Press, Berkeley 2008, ISBN 0-262-11317-1.
  - Die Errettung der modernen Seele. Therapien, Gefühle und die Kultur der Selbsthilfe. Suhrkamp, Frankfurt am Main 2009, ISBN 978-3-518-58520-7.
- Emotional Capital, Therapeutic Language and the Habitus of the „New Man“. In: Nicole C. Karafyllis & Gotlind Ulshöfer (Hrsg.): Sexualized Brains. Scientific Modeling of Emotional Intelligence from a Cultural Perspective. M.I.T Press, Cambridge (MA.) 2008, ISBN 0-262-11317-1.
- Warum Liebe weh tut. Eine soziologische Erklärung. Suhrkamp Verlag, Berlin 2011, ISBN 978-3-518-58567-2.
- Die neue Liebesordnung. Frauen, Männer und „Shades of Grey“. Originalausgabe, aus dem englischen Manuskript übersetzt von Michael Adrian, Suhrkamp Verlag, Berlin 2013, ISBN 978-3-518-06487-0.
  - englische Ausgabe: Hard-Core Romance - „Fifty Shades of Grey“, Best-Sellers, and Society, literal translation of original German Title: „The New Love Order. Women, Men, and Shades of Grey“. University of Chicago Press, Chicago 2014, ISBN 978-0-226-15369-8.
  - erschien weltweit: englisch (Chicago UP), spanisch (Katz), französisch (Seuil), italienisch (Mimesis), niederländisch (Nieuw Amsterdam), koreanisch (Dolbegae), polnisch (PWN).
- Israel. Essay. Originalausgabe, aus dem englischen Manuskript übersetzt von Michael Adrian, Suhrkamp Verlag, Berlin 2015, ISBN 978-3-518-12683-7.
- als Hrsg.: Wa(h)re Gefühle. Authentizität im Konsumkapitalismus, mit einem Vorwort von Axel Honneth und übersetzt von Michael Adrian. Suhrkamp Verlag, Berlin 2018, ISBN 978-3-518-29808-4.
- Warum Liebe endet. Eine Soziologie negativer Beziehungen. Suhrkamp Verlag, Berlin 2018, ISBN 978-3-518-58723-2.
- gemeinsam mit Edgar Cabanas: Happycratie: Comment l’Industrie du Bonheur contrôle notre vie, Premier Parallèle, Paris 2018, ISBN 979-10-94841-76-1.
  - deutsche Ausgabe: Das Glücksdiktat und wie es unser Leben beherrscht. Suhrkamp Verlag, Berlin 2019, ISBN 978-3-518-46998-9.
- gemeinsam mit Dana Kaplan: Was ist sexuelles Kapital? Suhrkamp Verlag, Berlin 2021, ISBN 978-3-518-58772-0.[31]
- Undemokratische Emotionen. Das Beispiel Israel. Aus dem Englischen von Michael Adrian, Suhrkamp, Berlin 2023, ISBN 978-3-518-12780-3.
- Le 8-octobre. Généalogie d’une haine vertueuse. Collection Tracts, Nr. 60, Gallimard, Paris 2024, ISBN 978-20-730-9021-8.
- Explosive Moderne. Aus dem Englischen von Michael Adrian, Suhrkamp, Berlin 2024, ISBN 978-3-518-43206-8.